# TinyURL
TinyURL var den första URL-förkortaren och startades 2002. Tjänsten erbjuder kortlänkar på sin egen domän, till exempel URL:en http://sv.wikipedia.org/wiki/URL-förkortare kan förkortas till exempelvis http://tinyurl.com/85p8lot. I mars 2004 hade sajten omkring 80 miljoner sidvisningar per månad och genererade omkring 8 4400 kortlänkar per dag.
TinyURL erbjuder även anpassade kortlänkar, så att användare kan anpassa dem för att lättare komma ihåg dem. En extratjänst är Preview, vilket låter besökare av en kortlänk se målet för kortlänken innan de vidarebefordras dit. Man når den genom att lägga till subdomänen preview, till exempel http://preview.tinyurl.com/85p8lot.
Företaget bakom TinyURL är TinyURL LLC. TinyURL finansieras av annonsintäkter och donationer.